# Кузнецький вугільний басейн

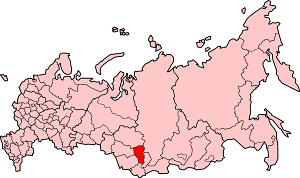

Кузнецький вугільний басейн, також Кузбас (рос. Кузнецкий угольный бассейн (Кузбасс)) — один з найбільших вугільних басейнів у світі. Розташований у Кемеровській (більша частина) та Новосибірській областях Росії.

## Характеристика
Площа 26,7 тис. км². Найбільша довжина 335 км, ширина — 110 км. Загальні запаси (1990) до глибини 1800 м — 637 млрд т. 68 шахт, 22 розрізи. Частина видобутку до Російсько-Української війни 2014-... рр. надходила з Кузбасу в Україну, у Донецько-Придніпровський економічний район, де використовується для виробництва коксу. У 1990 р. було добуто 170 млн т.
На 2004 р. придатних для видобутку 548 млрд т. Значні запаси коксівного вугілля — 215 млрд т, енергетичного — 401 млрд т, антрацитів −10 млрд т, бурого − 11 млрд т. Велика частина родовищ зручні для видобутку, 14 млрд т придатні для відкритого видобутку. Басейн має гарні перспективи розвитку.

## Добування вугілля

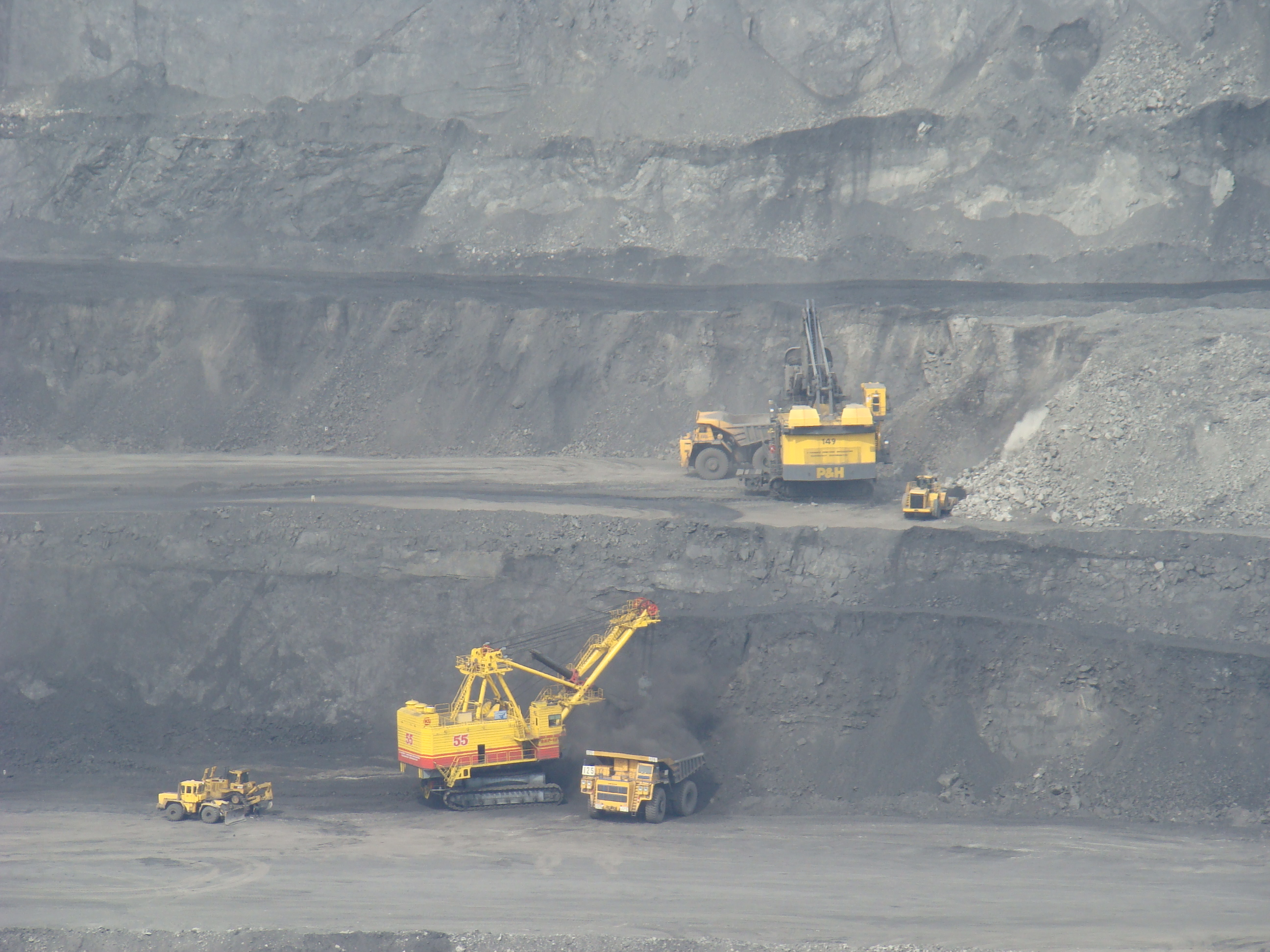
Добування вугілля відкритим способом

Родовища басейну розробляє промислово-виробниче об'єднання «Кузбассуголь».
Обсяги добування вугілля:
- 1860 — 2 тис. т
- 1870 — 5 тис. т
- 1880 — 8 тис. т
- 1885 — 13 тис. т
- 1890 — 20 тис. т
- 1895 — 23 тис. т
- 1900 — 80 тис. т
- 1905 — 400 тис. т
- 1913 — 733,1 тис. т
- 1915 — 1130,3 тис. т
- 1917 — 1256,4 тис. т
- 1926 — 1715,5 тис. т
- 1928 — 2387,0 тис. т
- 1930 — 3492,1 тис. т
- 1940 — 21402,2 тис. т
- 1945 — 28798,0 тис. т
- 1950 — 36814,2 тис. т
- 1955 — 56537,8 тис. т
- 1958 — 72608 тис. т
- 1965 — 96300 тис. т
- 1969 — 109500 тис. т[1]
- 1970 — 121000 тис. т[2]
- 1975 — 137600 тис. т[3]
- 1980 — 144,9 млн тонн[3]
- 1985 — 146 млн т[3]
- 1988 — 159,4 млн т[4][5]
- 1990 — 150 млн т[5]
- 1991 — 124 млн т[6]
- 1992 — 120 млн т[6]
- 1993 — 106 млн т[6]
- 1994 — 99 млн т[6]
- 1995 — 99,3 млн т[6]
- 1996 — 95 млн т[6]
- 1997 — 93,9 млн т[6]
- 1998 — 97,6 млн т[6][7]
- 1999 — 108,8 млн т[6]
- 2000 — 114,9 млн т[6]
- 2001 — 127,7 млн т[6][8]
- 2002 — 131,7 млн т[6][8]
- 2003 — 132 млн т
- 2004 — 159 млн т
- 2005 — 167,2 млн т[9]
- 2006 — 174 млн т
- 2007 — 181 млн т[10]
- 2008 — 184,5 млн т[11]
- 2009 — 181,3 млн т[12]
- 2010 — 185,5 млн т[13]
- 2011 — 192 млн т[14]
- 2012 — 201,5 млн т[7]
- 2013 — 203 млн т[15]
- 2014 — 211 млн т[16]
- 2015 — 215,8 млн т[17]
- 2016 — 227,4 млн т[18]
- 2017 — 241,5 млн т[19]
- 2018 — 255,3 млн т[20]

## Застосування
43—45 % видобутого вугілля йде на коксування. Основна частина Кузнецького вугілля споживається в західному Сибіру, на Уралі, а також в Європейській частині Росії, останнім часом на 41% зріс експорт вугілля здебільшого європейським споживачам.